# Romuald Jakub Weksler-Waszkinel
Romuald Jakub Weksler-Waszkinel (ur. 28 lutego 1943 w Starych Święcianach) – polski były ksiądz katolicki i filozof żydowskiego pochodzenia, doktor filozofii, emerytowany pracownik naukowy Katolickiego Uniwersytetu Lubelskiego Jana Pawła II. Pracownik Instytutu Jad Waszem w Jerozolimie. Dnia 6 lutego 2019 roku porzucił stan kapłański i przyjął judaizm.

## Życiorys
Urodził się w getcie w Starych Święcianach koło Wilna, jako syn Jakuba i Batii Wekslerów. Miał starszego brata Samuela. Kilka dni przed likwidacją getta matka oddała go polskiej rodzinie Piotra i Emilii Waszkinelów. Wówczas wypowiedziała te słowa: Pani jest chrześcijanką, pani wierzy w Jezusa, więc niech pani w imię tego Żyda, w którego pani wierzy, uratuje moje dziecko. Gdy dorośnie, zostanie księdzem. Nieznane jest imię, jakie nadała mu matka biologiczna, sam wspomina, że Moja polska mama nawet nie wiedziała, jak się nazywam. To znaczy, mówiła, że moja mama mówiła jej kilka razy, ale nie chciała zapamiętywać nazwiska, bo za to był wyrok śmierci. Został ochrzczony w obrządku rzymskokatolickim i wychowany jako Romuald Waszkinel. Jego biologiczny ojciec został prawdopodobnie zamordowany podczas marszu śmierci z KL Stutthof, a matka i brat zginęli w komorze gazowej w Sobiborze.
Po wojnie mieszkał w Pasłęku pod Elblągiem. 19 czerwca 1966 otrzymał święcenia kapłańskie w Warmińskim Wyższym Seminarium Duchownym w Olsztynie. W 1968 rozpoczął studia filozoficzne na Katolickim Uniwersytecie Lubelskim. W 1971 został tam zatrudniony, początkowo przez krótki okres w redakcji Encyklopedii katolickiej, a następnie w Instytucie Filozofii Teoretycznej, gdzie pełnił funkcję starszego wykładowcy. Specjalizuje się w antropologii filozoficznej, metafizyce, dialogu chrześcijańsko-żydowskim i filozofii francuskiej. W 2008 przeszedł na emeryturę. Jest członkiem Polskiego Towarzystwa Filozoficznego i Polskiego Towarzystwa Studiów Żydowskich. Jest członkiem założycielem B’nai B’rith Polska, reaktywowanego w 2007. W 2009 postanowił wyjechać do Izraela i napisać tam książkę. Przez rok żył w kibucu religijnym Sde Eliyahu przy granicy z Jordanią. Mieszka w Jerozolimie i pracuje w instytucie Jad Waszem jako archiwista. Do 2019 roku był księdzem diecezji warmińskiej. W tym właśnie roku oficjalnie został wyznawcą judaizmu.
23 lutego 1978 w Lublinie podczas rozmowy z matką dowiedział się o swoich żydowskich korzeniach. W 1992 poznał nazwisko i imiona biologicznych rodziców. W tym samym roku do swojego dotychczasowego imienia i nazwiska dodał nazwisko rodowe – Weksler oraz imię ojca – Jakub. 1 września 1995 Piotr i Emilia Waszkinelowie zostali pośmiertnie odznaczeni medalem Sprawiedliwy wśród Narodów Świata. Jest aktywnym uczestnikiem dialogu chrześcijańsko-żydowskiego.

## Publikacje
- 1986: Geneza pozytywnej metafizyki Bergsona, Lublin (TN KUL)[9].
- 2000: Błogosławiony Bóg Izraela, Lublin (TN KUL)[9].
- 2003: Zgłębiając tajemnicę Kościoła... Kraków (WAM)[9].
- 2008: O człowieku, z Mieczysławem A. Krąpcem rozmawia Romuald Jakub Weksler-Waszkinel
- 2010: „Lettres” au cardinal Jean-Marie Lustiger”, Paris[9].

### O autorze
- Dariusz Rosiak, Człowiek o twardym karku. Historia księdza Romualda Jakuba Wekslera-Waszkinela, Czarne, 2013.